# Lipnik (powiat piski)
Lipnik (niem. Lipnik, 1938–1945 Falkenhöhe) – osada leśna w Polsce, w sołectwie Niedźwiedzi Róg, położona w województwie warmińsko-mazurskim, w powiecie piskim, w gminie Ruciane-Nida na obszarze Puszczy Piskiej.
W latach 1975–1998 miejscowość administracyjnie należała do województwa suwalskiego.